# لپاسرک
لپاسرک، روستایی است از توابع بخش مرکزی شهرستان رامسر در استان مازندران ایران.

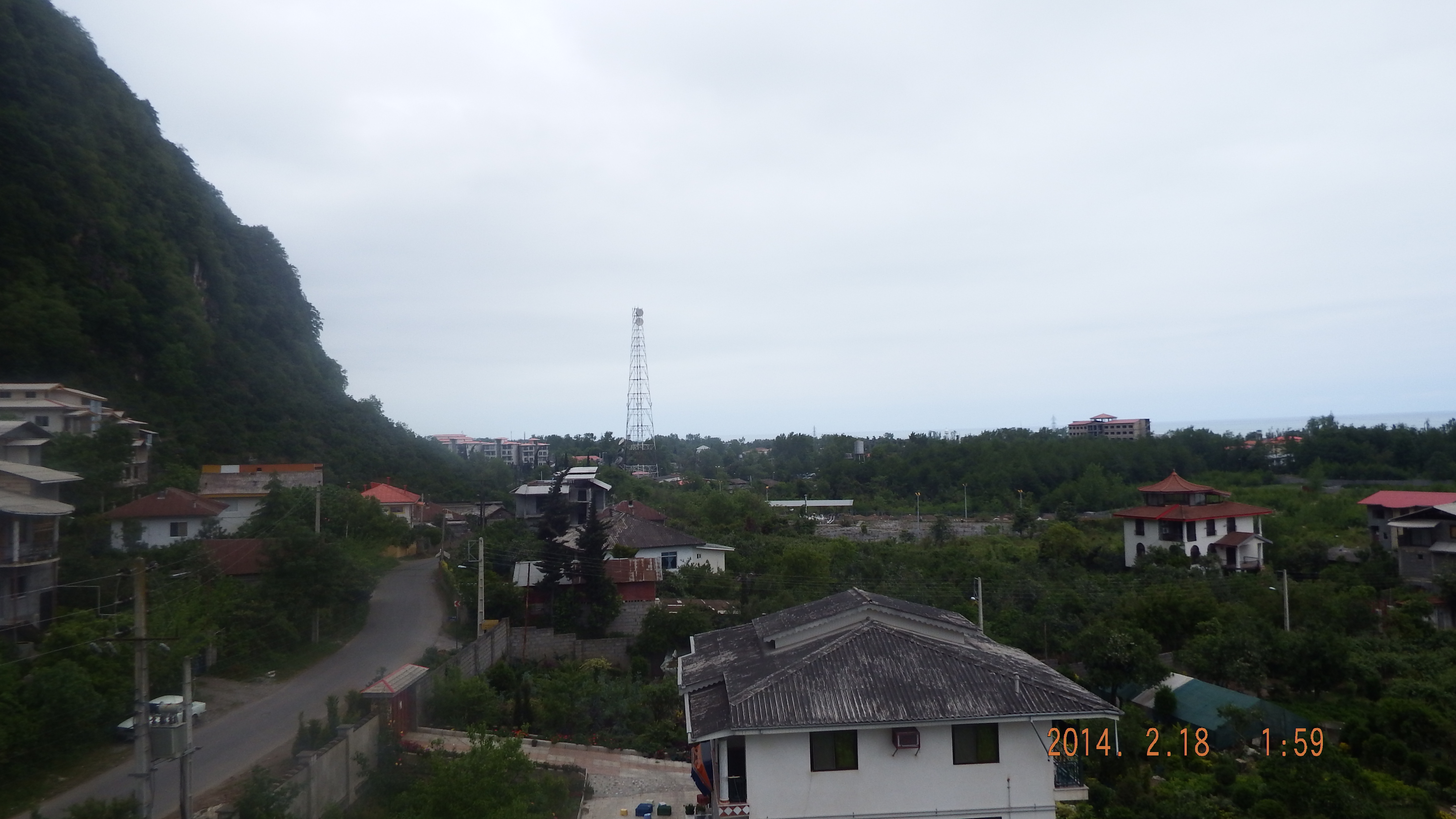
روستای کوهپایه ای لپاسرک
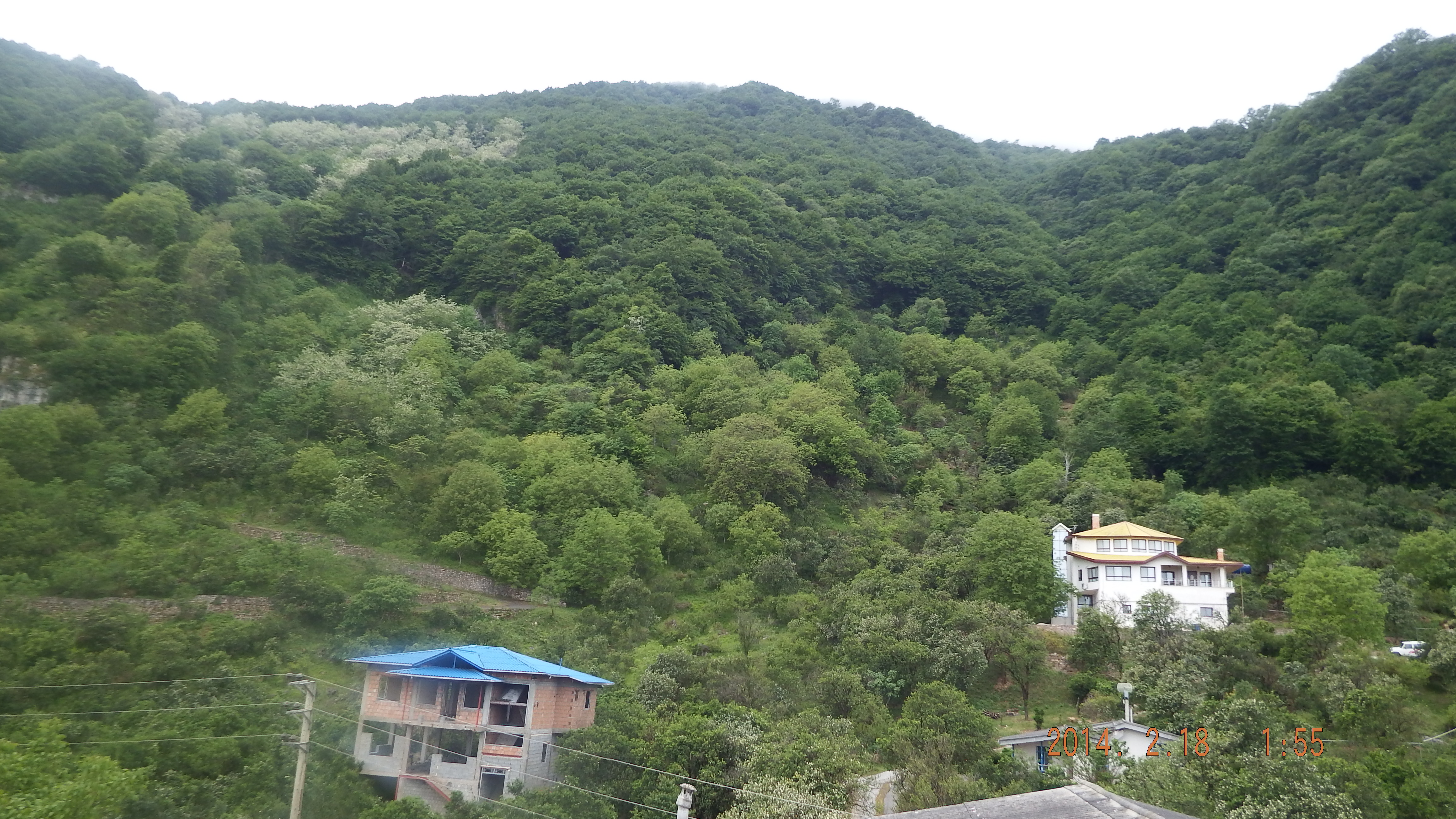
روستای لپاسرک
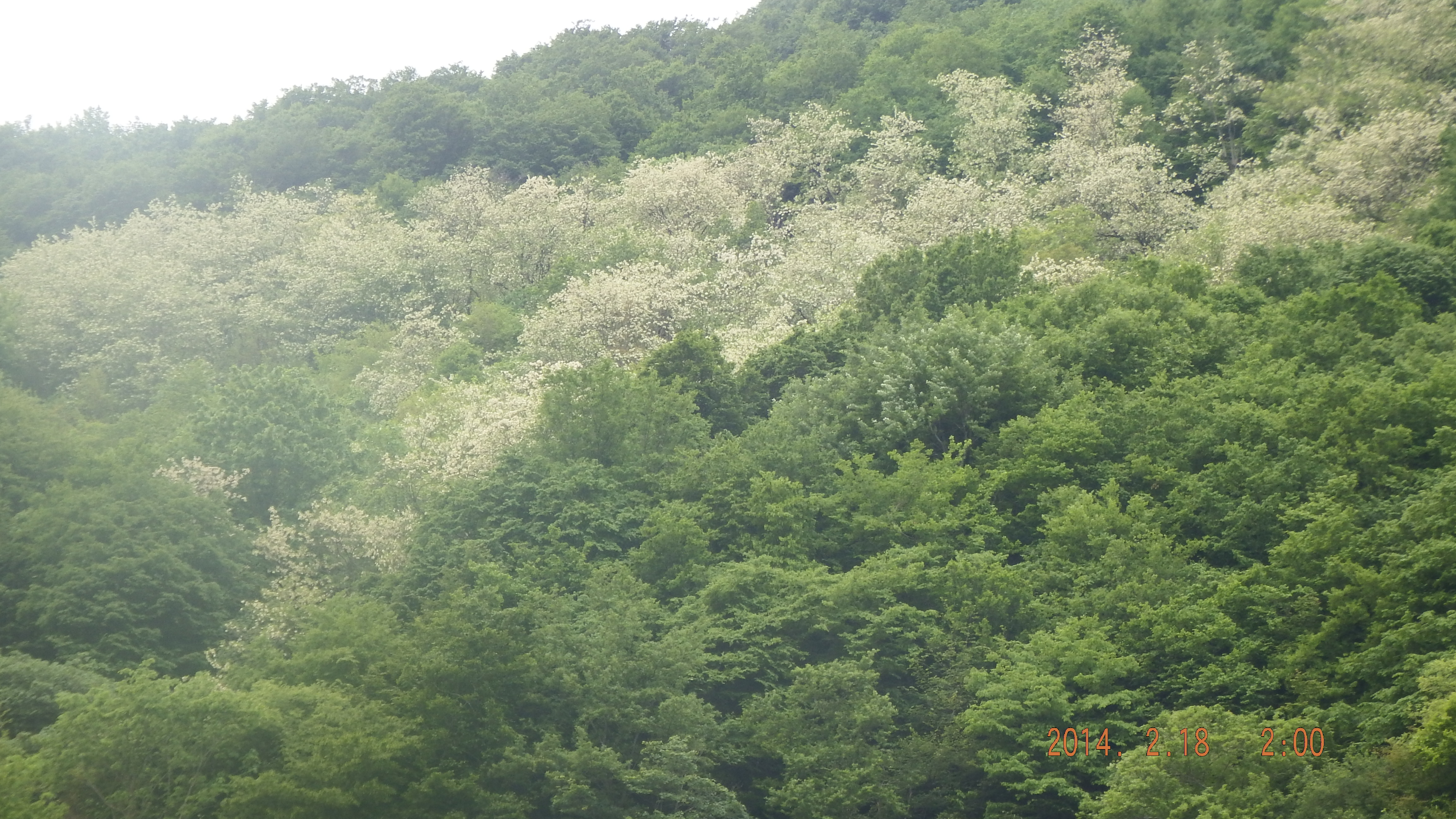
روستای کوهپایه ای لپاسرک
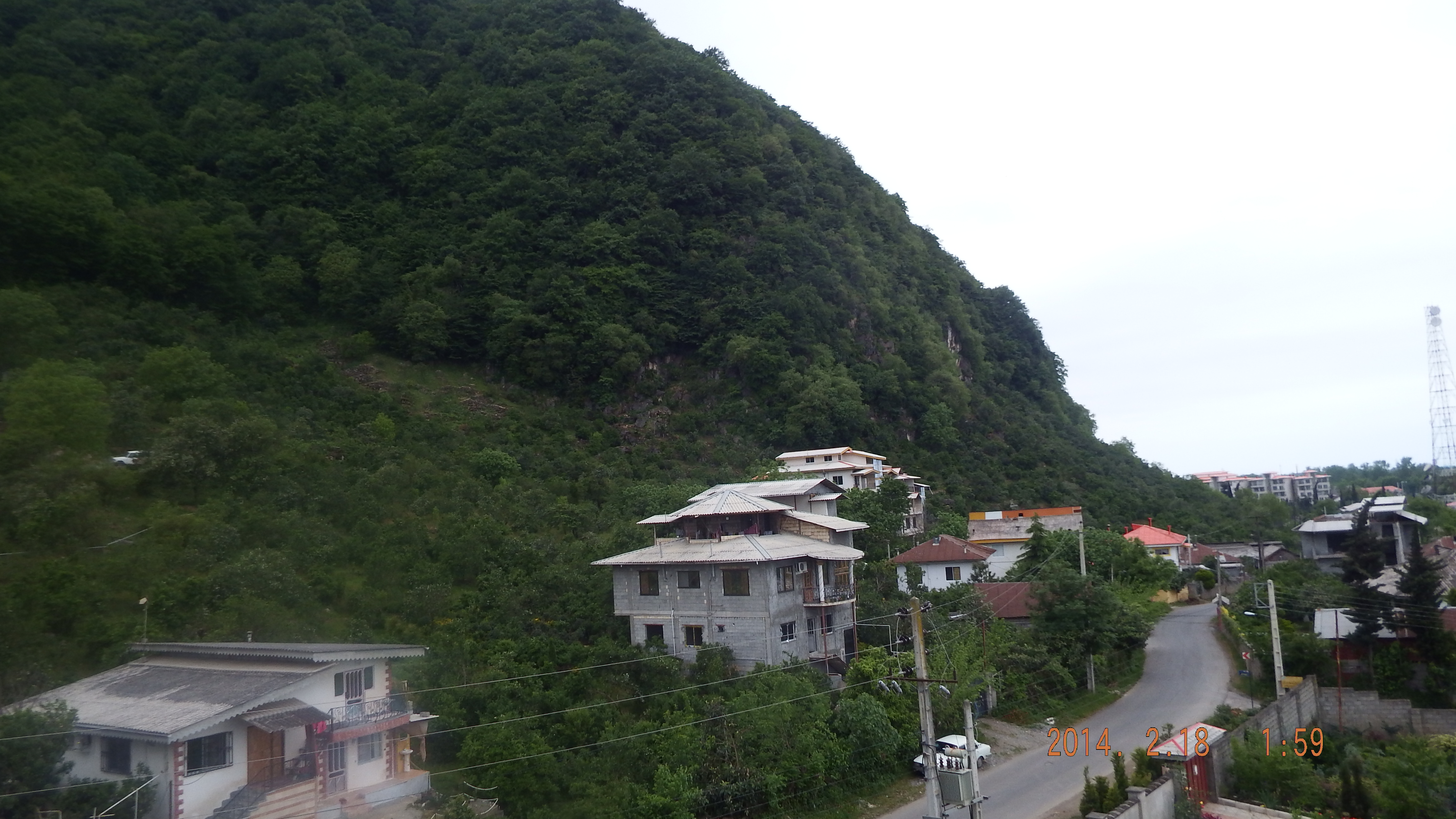
روستای کوهپایه ای لپاسرک
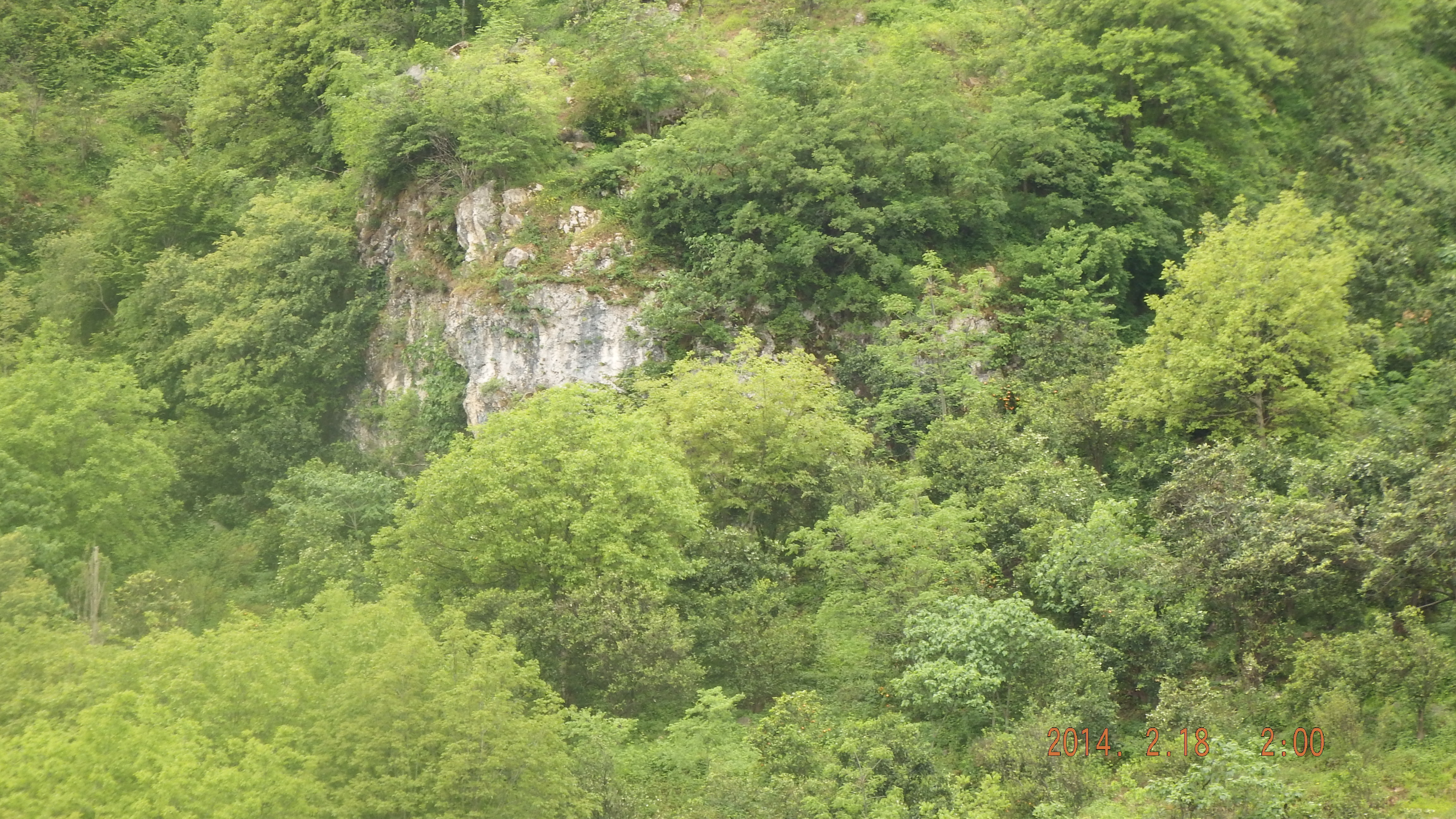
نمای جنگل ایلمیلی
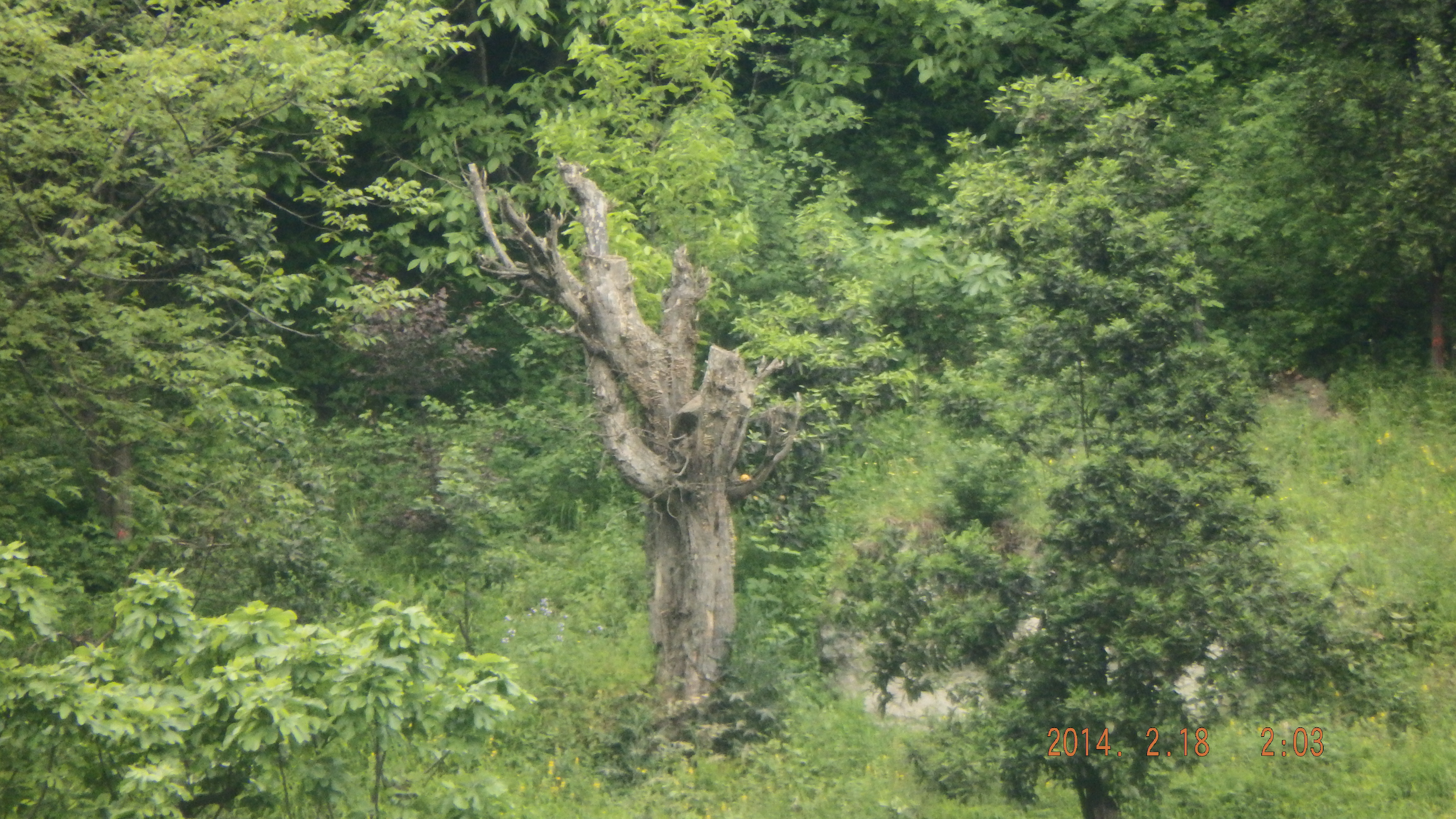
نمای جنگل ایل میلی
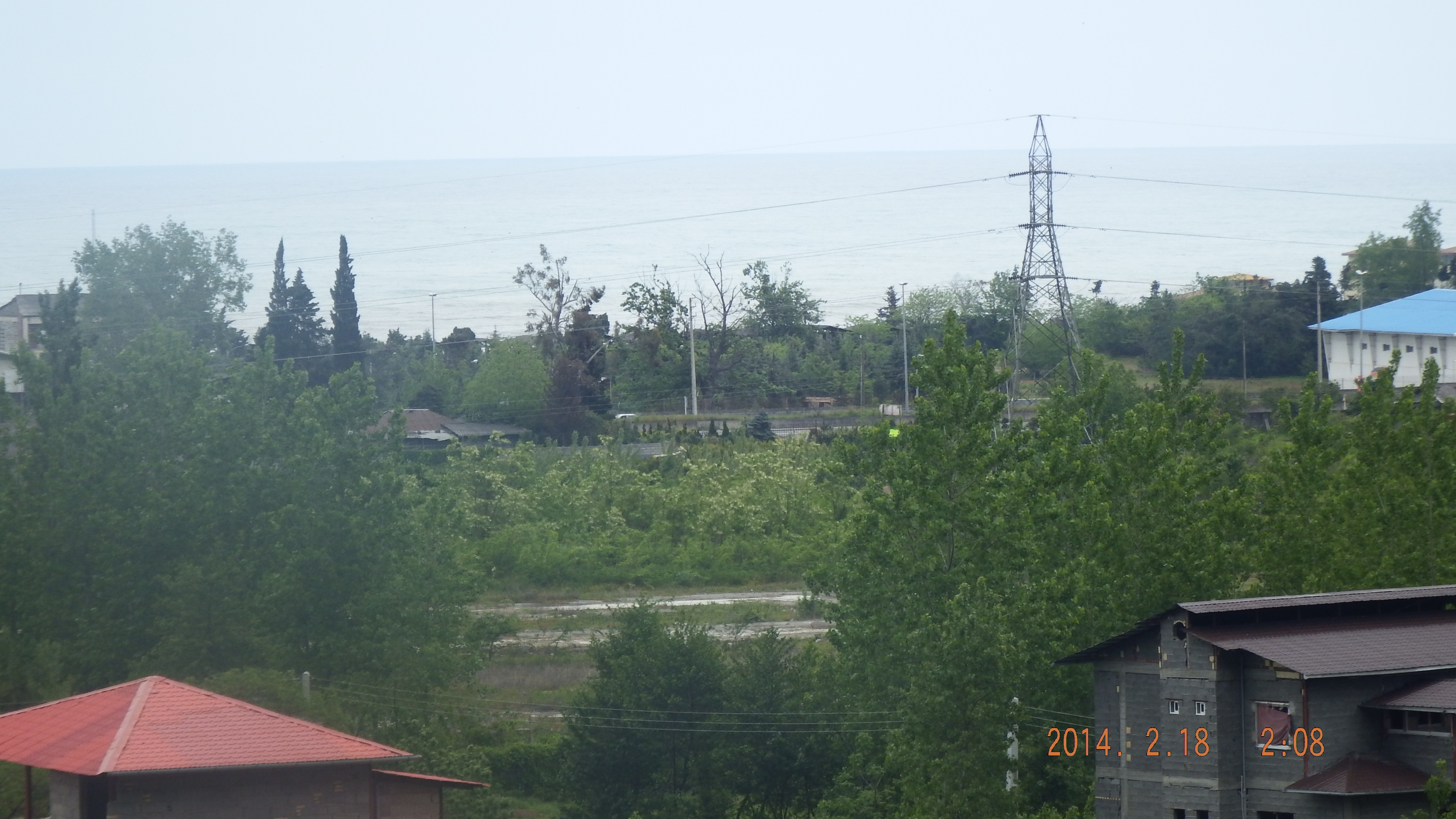
نزدیکترین نقطه کوه به دریا
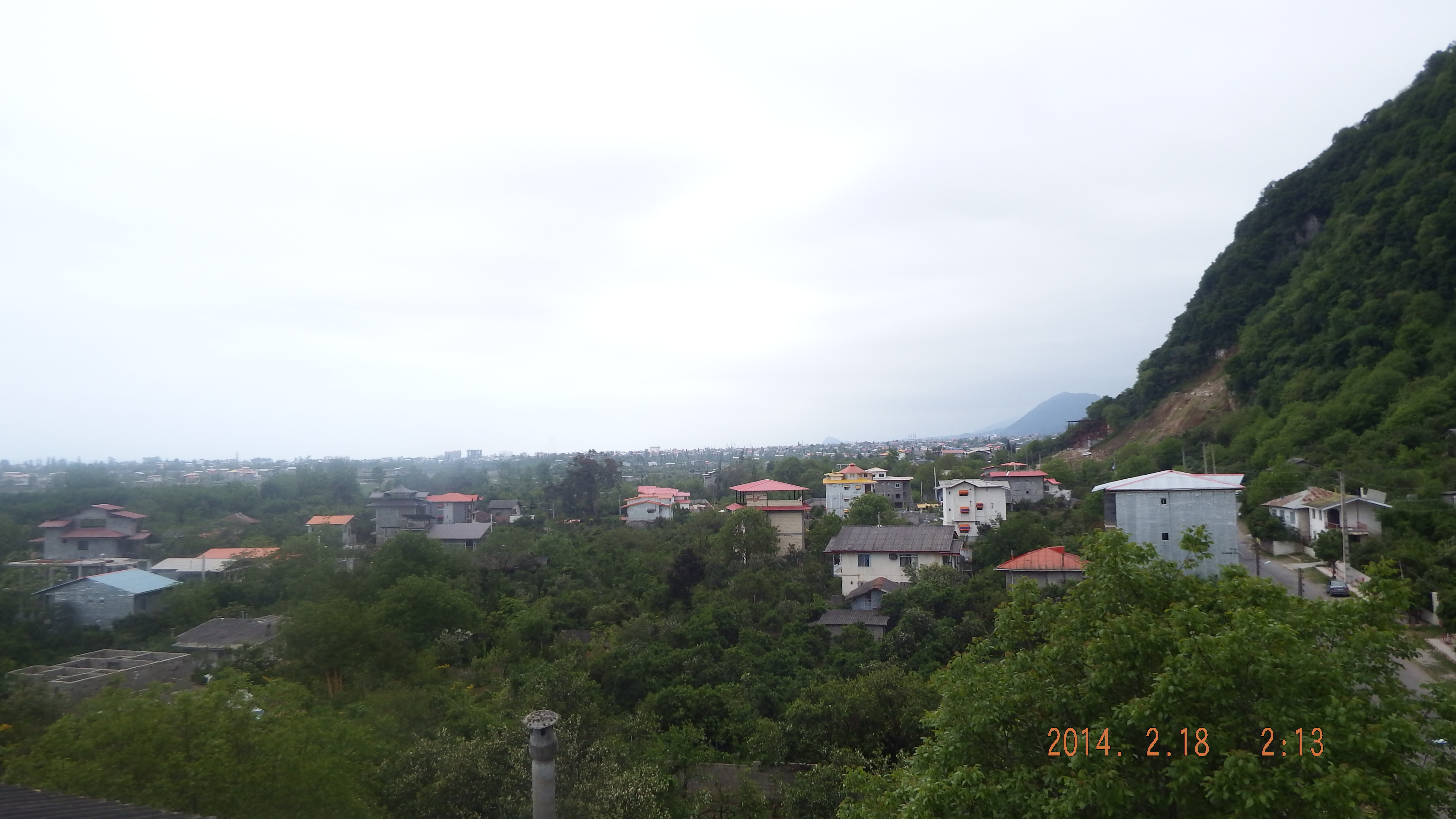
مشرف به شهر رامسر
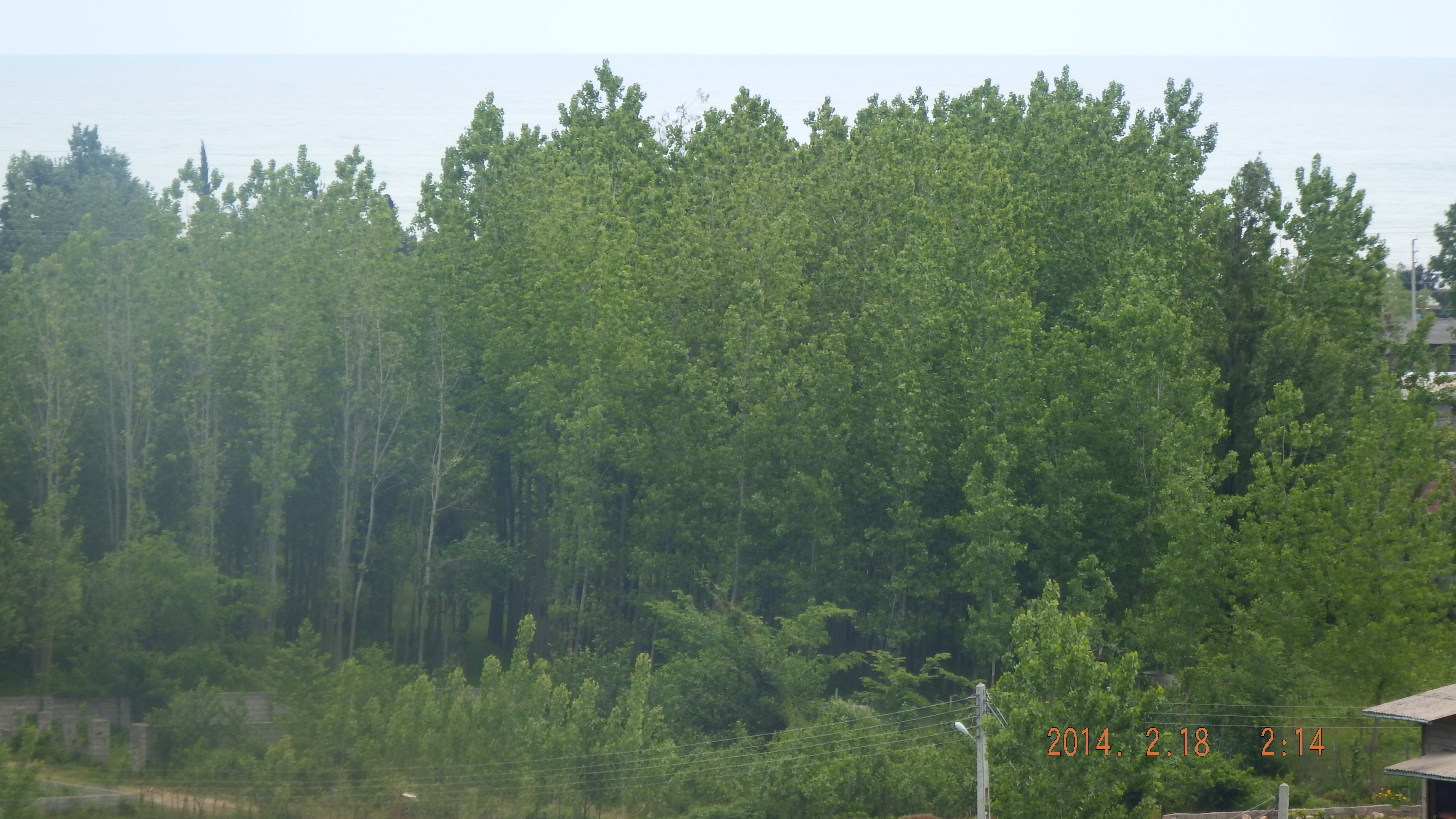
جنگل توسکا و تبریز

## جمعیت
بر اساس سرشماری عمومی نفوس و مسکن سال ۱۳۴۵ روستای لپاسرک ۷۹ نفر جمعیت در قالب ۱۳ خانوار داشته است که این رقم در سال ۱۳۵۵ به ۱۰۱ نفر در قالب ۱۹ خانوار رسیده است که نشاندهنده نرخ رشد ۲٫۵ درصدی می‌باشد.
در سر شماری عمومی نفوس و مسکن سال ۱۳۶۵ روستا دارای جمعیتی معادل ۱۵۵ نفر در قالب ۳۰ خانوار بوده است. عمده‌ترین عاما افزایش جمعیت روستا در این دهه زاد و ولد زیاد و گسترش بهداشت در روستا بوده است، از طرف دیگر تأمین گسترده انواع خدمات در روستا بعد از پیروزی انقلاب اسلامی توسط جهاد سازندگی باعث شد تا جمعیت در روستاها ماندگاری بیشتری داشته باشد.
در سرشمالی سال ۱۳۷۵ جمعیت این روستا به ۱۸۵ نفر در قالب ۴۲ خانوار رسیده است. برای دهه‌های ۶۵–۱۳۵۵ و ۷۵–۱۳۶۵ نرخ رشد به ترتیب ۴٫۳ و ۱٫۷ درصد به دست آمده است. در آخرین سرشماری عمومی نفوس و مسکن سال ۱۳۸۵ روستا دارای ۲۴۲ نفر در قالب ۷۰ خانوار بوده که نرخ رشد ان در دهه ۸۵–۱۳۷۵، ۲٫۷ درصد بوده است. با استناد بر امار خانه بهداشت در سال ۱۳۸۹، ۲۳۲ نفر جمعیت در روستا ساکن بودند.
روستای لپاسرک در سال ۱۳۴۵ دارای ۱۳ خانوار با بعد خانوار ۶ نفر، در سال ۱۳۵۵، ۱۹ خانوار با بعد خانوار ۵٫۳ نفر، در سال ۱۳۶۵، ۳۰ خانوار بابعد خانوار ۵٫۲ نفر و در سال ۱۳۷۵ ،۴۲ خانوار با بعد خانوار ۴٫۴ نفر بوده است. در سال ۱۳۸۵ تعداد خانوار این روستا به ۷۰ خانوار با بعد خانوار ۳٫۴ نفر رسیده است. تعداد خانوارز روستا در سال ۱۳۸۹ حدود ۶۴ خانوار با بعد خانوار ۳٫۶ نفر بوده است. بعد خانوار در فاصله سالهای ۱۳۴۵ تا ۱۳۸۹ از رقم ۶ نفر به رقم ۳٫۶ نفر کاهش یافته است، این کاهش نشان از تغییرات اجتماعی عمیقی است که در جامعه در حال تحول ما در حال وقوع می‌باشد. تغییر سی ازدواج از سنین پایین به سنین بالا، حاکم شدن تفکر تک فرزندی نزد خانواده‌های جوان، بالا رفتن هزینه خانواده‌ها بواسطه ایجاد مطالبات جدید، تغییر نگرش‌ها در انجام فعالیت‌های اختصادی از حالت سنتی به مدرن و … از جمله دلایل کاهش بعد خانوار در سالهای اخیر می‌باشد. میل و رغبت نسل جوان به داشتن خانوارهای مستقل و تک هسته‌ای عامل اصلی افزایش تعداد خانوار در دهه‌های اخیر بوده است.

## موقعیت جغرافیایی
موقعیت جغرافیایی روستای لپاسرک در موقعیت کوهپایه ای قرار گرفته است و شکل استقرار روستا به صورت پراکنده می‌باشد. اراضی کشاورزی ان به صورت اراضی باغی است
استان مازندران شامل ۳ ناحیه، غربی (به مرکزیت رامسر و نوشهر مشتمل بر چهار شهرستان رامسر، تنکابن، چالوس و نوشهر)، شرقی (به مرکزیت شهر ساری شامل ۶ شهرستان سوادکوه، قائمشهر، جویبار، ساری، نکاه و بهشهر) و میانی (به مرکزیت امل مشتمل بر ۵ شهرستان نور، امل، محمودآباد، بابل، بابلسر) می‌باشد.
طبق آخرین تقسیمات اداری - سیاسی شهرستان رامسر، روستای لپاسرک در دهستان سخت سر به مرکزیت سخت سر از بخش مرکزی واقع شده است. روستای مزبور از شمال و جنوب به اراضی منابع ملی، از سمت شرق به روستای طالش محله و از طرف غرب به روستای سفید تمشک محدود می‌شود.
روستای لپاسرک در موقعیت کوهپایه ای قرار گرفته است و شکل استقرار روستا به صورت پراکنده می‌باشد. اراضی کشاورزی ان به صورت اراضی باغی است و اراضی باغی ان نیز به صورت ابی می‌باشد. به لحاظ تیپ اراضی؛ زمین‌های این روستا جزو واحدهای اراضی درجه یک و دو کشاورزی می‌باشد. روستای مزبور از لحاظ موقعیت جغرافیایی در ۳۶ درجه و ۵۶ دقیقه عرض شمالی و ۵۰ درجه و ۳۷ دقیقه طول شرقی شده است.